# Soudce zvaný šerif
Soudce zvaný šerif (v originále Le Juge Fayard dit « le Shériff ») je francouzský hraný film z roku 1977, který režíroval Yves Boisset podle vlastního scénáře. Je inspirován atentátem na soudce Françoise Renauda dne 3. července 1975. Snímek měl světovou premiéru 12. ledna 1977.

## Děj
Jean-Marie Fayard pracuje jako vyšetřující soudce v malém městě ve Francii. Je bezúhonný, ale jeho drzý temperament a drsné metody dosahování výsledků mu vysloužily přezdívku "šerif". Přichází do továrny Camus, aby oznámil řediteli jeho zadržení, protože zdejší zaměstnanec právě zemřel na pracovní úraz, čtvrtý případ za tři roky. Ale Camusovy vazby vedou k jeho rychlému propuštění, zatímco Fayard je záhy nadřízenými stažen z případu.
Mezitím je vyloupena čerpací stanice a jeden z pachatelů, Paulo, je krátce poté zatčen. Paulo pracuje pro bezpečnostní společnost řízenou Xavierem Marcheronem, bývalým policistou propuštěným kvůli svému napojení na podsvětí. Marcheron a dva Paulovi kolegové mu poskytnou alibi, ale Fayard chce, aby byli odsouzeni za nepravdivé svědectví. Marcheron má schůzku s bývalým důstojníkem OAS, který je nyní obchodníkem s vínem, Joannem. Krátce poté je na staveništi nalezeno Marcheronovo zastřelené tělo.
Fayard navštíví Paula v jeho cele a dozví se od něj, že Marcheron byl zabit muži gangstera Simona Pradala.
Paulo pochopil, že může být zabit, pokud bude na svobodě, a přizná se k loupeži čerpací stanice a také Fayardovi prozradí, že skupina zločinců plánuje velkolepou loupež. Brzy poté se Pradalovi podaří s pomocí Joanna uprchnout z vězení.
Fayard vyšetřuje vraždu Marcherona a najde s pomocí inspektora Mareca spojení mezi Marcheronem a Pradalem. Krátce nato Fayard dostane výhružný dopis a jeho byt je vyloupen.
Gang kolem Pradala a Joanna využívá údaje, které jim poskytutl generální ředitel obchodní společnosti Lucien Degueldre, k přípravě útoku na přepravník peněz s 850 miliony franků. Při útok je jeden z lupičů Bouvine zraněn. Stráž je zastřelena. Kulky pocházely ze stejné zbraně, která byla použita při vraždě Marcherona.
Fayard vyslechne Bouvina v nemocnici a zjistí, že kdo nechal zabít Marcherona. Bouvine je poté zavražděn v nemocnici dřív, než bude moci učinit další výpověď. Vyšetřování Fayarda dovede na venkovské panství, kde se skrývají Pradal a Joanno. Při razii jsou Pradal a Joanno postřeleni. Panství je ve vlastnictví obchodní společnosti v čele s Degueldrem.
Soudce Steiner varuje Fayarda před Degueldrem. Zdá se, že k Degueldrovi vedou i další stopy. Je krajským šéfem Service d'action civique, ke které patřilo několik účastníků krádeže dodávky, stejně jako Pradal a Marcheron.
Degueldre při výslechu vyhrožuje Fayardovi. Krátce poté nadřízení nabídnou Fayardovi místo v Bordeaux. Ve vyšetřování však pokračuje a s pomocí Steinera zjišťuje, že mezi akcionáře obchodní společnosti patří i politici jako náměstek Chalabert a státní tajemník Valentis. Na cestě do svého bytu je Fayard na ulici střelen do hlavy. Jeho aktovku plnou dokumentů odnese atentátník.

## Obsazení
| Patrick Dewaere         | soudce Jean-Marie Fayard                            |
| Aurore Clément          | Michèle Louvier                                     |
| Philippe Léotard        | inspektor Marec                                     |
| Michel Auclair          | Simon Pradal                                        |
| Jean Bouise             | generální prokurátor Arnould                        |
| Daniel Ivernel          | Marcheron                                           |
| Jean-Marc Bory          | Lucien Degueldre                                    |
| Henri Garcin            | náměstek Picot                                      |
| Jacques Spiesser        | soudce Jacques Steiner                              |
| Marcel Bozzuffi         | Joanno                                              |
| Roland Blanche          | Paul Lecourtois                                     |
| Philippe Brizard        | ředitel věznice                                     |
| Bernard Giraudeau       | soudce Davoust                                      |
| Jean Martin             | lékař v nemocnici                                   |
| Hélène Vallier          | zdravotní sestra                                    |
| Jean-Marc Thibault      | Camus                                               |
| Georges Wod             | Lenormand                                           |
| Jacques Ramade          | pumpař Lacaze                                       |
| Van Doude               | strážce na zámku                                    |
| Myriam Mézières         | Jenny Alfaric, nájemkyně kabaretu                   |
| Odile Poisson           | slečna Pichonová, Fayardova asistentka              |
| Yves Afonso             | Philippe Lecca                                      |
| François Dyrek          | José Bouvines                                       |
| Roger Ibanez            | Sauveur Sotero                                      |
| Jacques Zanetti         | José-Maria Sotero                                   |
| Jacqueline Doyen        | Fayolle, archivářka u soudu                         |
| René Bouloc             | novinářka                                           |
| Denise Péron            | sousedka                                            |
| Luc Florian             | Keller, kolega Paula, člen Service d'action civique |
| Marie-Pierre de Gérando | komisař Fougerolles                                 |
| Maurice Dorléac         | předseda soudu                                      |
| Jean Turlier            | poslanec Chalabert                                  |

## Ocenění
- Cena Louise Delluca
- César: nominace v kategoriích nejlepší herec (Patrick Dewaere) a nejlepší herec ve vedlejší roli (Philippe Léotard a Jean Bouise)